# Улица Димитрија Катића (Београд)
| Улица Димитрија Катића | Улица Димитрија Катића |
| ---------------------- | ---------------------- |
|                        |                        |
| Општина                | Звездара               |
| Почетак                | Чегарска 2             |
| Дужина                 | 110 m                  |
| Ширина                 | 5 m                    |
| Створена               | 1928. године           |
| Названа                | 1930.године            |
| Стари називи           | Свилајначка улица      |
|                        |                        |
|                        |                        |
| Улица ноћу             |                        |

Улица Димитрија Катића се налази у Београду, на Општини Звездара. Протеже се од улице Чегарске бр. 2 све до Варовничке улице. Дуга је 110 метара.

## Назив улице
Улица носи име српског политичара  и једног од првака Радикалне странке, а то је Димитрије Катић, од 1930. године. Димитрије Катић је први пут за посланика изабран 1874. године, а од тада  је непрекидно биран 30 година. Изузев 1884. год и 1898. када он није био посланик. За потпредседника Народне скупштине изабран је 1889. године први пут,  а за председника је изабран 1891. године.  Био је добар  познавалац привредних и финансијских питања. Он је у Скупштини спровео законски предлог да се трговачке и занатлијске радње затварају недељом и током празника.

## Претходни назив улице
Улица је у периоду од 1928. године до 1930. године носила назив Свилајначка улица. А од 1930. године све до данас је улица Димитрија Катића.

## Објекти у близини
- Основна школа "1300 каплара"
- Техноарт
- Медицинска школа на Звездари
- Црква Светог кнеза Лазара - Лазарица

## Градске линије
Близу улице Димитрија Катића, пролазе следеће линије градског превоза, а то су аутобуси бр. 77 и 79, као и тролејбус бр. 40.